# Linea 5 (metropolitana di New York)
La linea 5 Lexington Avenue Express è una linea della metropolitana di New York, che collega la città da nord, con capolinea presso la stazione di Dyre Avenue, a sud, con capolinea presso Flatbush Avenue. È indicata con il colore verde mela poiché la trunk line utilizzata a Manhattan è la linea IRT Lexington Avenue.

## Storia

Simbolo Linea 5 a diamante.

La sezione da East 180th Street a Dyre Avenue era una volta la linea principale della New York, Westchester e Boston Railway, una ferrovia elettrica per pendolari costruita dalla New York, New Haven e Hartford Railroad. Al momento della sua chiusura nel 1937, l'intera struttura è stata messa in vendita.
Nel 1934, i treni normalmente correvano da 241 Street o East 180th Street a Atlantic Avenue. Durante le ore di punta, erano invece estesi verso Utica Avenue.

### 1940-1960
Nel 1940, la città di New York ha acquistato la sezione e ha iniziato a integrarla nel sistema. La ferrovia a nord delle città di White Plains e Port Chester è stata rapidamente smantellata. La sezione sottostante da East 180th Street a Greens Farm Junction una volta era utilizzata come interscambio con la New Haven (e più tardi Penn Central e Conrail) per portare vagoni della metropolitana verso altre attrezzature fuori dal sistema metropolitano. Questa sezione è stata in seguito rimossa, isolando questa parte della metropolitana dall'interscambio.
Dal 1938 al 1950 i treni nei giorni festivi correvano verso Utica Avenue. Nel corso degli anni, sono stati estesi anche verso New Lots Avenue.
A partire dal 3 maggio 1957, nelle ore di punta i treni correvano verso Flatbush Avenue. Questo servizio è stato tuttavia sospeso l'8 aprile 1960.

#### Dyre Avenue Shuttle
L'East 180th Street – Dyre Avenue o Dyre Avenue Shuttle venne creato, come un nuovo servizio metropolitano e come una navetta a tempo pieno, il 15 maggio 1941, tra la stazione di East 180th Street della New York, Westchester e Boston Railway, e Dyre Avenue, che era l'ultima stazione sulla NYW&B all'interno di New York. I passeggeri dovevano spostarsi a piedi tra la Dyre Avenue Line e la linea IRT White Plains Road a East 180th Street poiché non vie era nessun binario di collegamento tra le linee.
Nel 1957 un collegamento ha aperto tra la stazione di East 180th Street della linea IRT White Plains Road e la Dyre Avenue Line, consentendo un servizio sulla linea 2 da Manhattan a Drye Avenue. Allo stesso tempo, l'ex stazione della NYW&B è stata chiusa e la Dyre Avenue Shuttle reindirizzata alla stazione della White Plains Road Line. Queste navette sono state inizialmente etichettate come servizi a tempo pieno della linea 2, ma in seguito come parte della linea 9, un numero utilizzato da decenni per indicare il servizio skip-stop (letteralmente saltare le fermate) delle linee sulla linea IRT Broadway-Seventh Avenue.
Il servizio off-hours (letteralmente fuori orario) della Dyre Avenue Shuttle funziona ancora, ma i treni sono identificati dal numero 5, lo stesso del servizio diretto.

### 1970-1990
Dal 24 maggio 1976 al 1980 e il 18 gennaio del 1988, i treni di mezzogiorno terminavano a Bowling Green.
A partire dal 10 luglio 1983, tutti i treni nelle ore di punta correvano verso Flatbush Avenue, con un servizio limitato da / verso Utica Avenue o New Lots Avenue.
Nel 1995, il servizio nell'ora di punta verso 241st Street è stato ridotto a Nereide Avenue.

### 2000-presente
Nel 2000, ci fu un piano per cambiare il servizio espresso tra East 180th Street e 149th Street - Grand Concourse, nelle ore di punta in direzione di picco, in modo da avere la linea 2 che effettuava delle corse espresse e la linea 5 che effettuava corse locali. Questo piano è stato poi annullato a causa di denunce su possibili ritardi su entrambi i servizi.
Il 27 maggio del 2005, è stato interrotto l'uso del simbolo a forma di diamante per indicare il servizio nelle ore di punta per Nereide Avenue.
Il 29 giugno 2009, treni della linea 5 sono stati estesi verso Flatbush Avenue durante mezzogiorno.
Dal 29 marzo al 3 settembre 2010 il servizio espresso, nelle ore di punta nella direzione di picco, della linea 5 è stato sospeso della sistemazione della stazione di East 180th Street e la sostituzione dei segnali lungo la linea IRT White Plains Road. Il servizio espresso in direzione nord è stato sospeso di nuovo il 28 marzo 2011 per consentire la seconda fase del progetto di sostituzione dei segnali. Questa volta, il servizio è stato ripristinato l'8 agosto.

## Il servizio
La linea 5 opera nell 'ora di punta e a mezzogiorno tra Dyre Avenue a Eastchester, Bronx e Flatbush Avenue-Brooklyn College a Midwood, Brooklyn, con un servizio locale nel Bronx ed espresso a Manhattan e Brooklyn. Durante le ore di punta in direzione di picco, la linea 5 opera espressa nel Bronx tra East 180th Street e Third Avenue-149th Street, con alcuni treni con partono / terminano a Nereid Avenue a Wakefield, Bronx. Durante la sera e nei giorni festivi, la linea 5 inizia / termina a Bowling Green, nel quartiere finanziario di Manhattan, invece che a Brooklyn. Durante la tarda notte, la linea 5 funziona come navetta tra Dyre Avenue e East 180th Street, con i passeggeri che utilizzano le linee 2 e 4 per il servizio nel resto del Bronx, di Manhattan e Brooklyn.
Il servizio limitato all'ora di punta opera anche tra Dyre Avenue o Nereid Avenue nel Bronx e Utica Avenue o New Lots Avenue a Brooklyn a causa di problemi di capacità a Flatbush Avenue.

### Le stazioni servite
| Legenda servizio | Legenda servizio |
| ---------------- | --- |
|                  | Stazione servita 24 ore su 24 |
|                  | Stazione non servita di notte |
|                  | Stazione non servita sabato, domenica e di notte                                                                                          |
|                  | Stazione servita sempre tranne in direzione downtown nell'ora di punta del mattino e in direzione uptown nell'ora di punta del pomeriggio |
|                  | Stazione servita solo in direzione downtown nell'ora di punta del mattino e in direzione uptown nell'ora di punta del pomeriggio          |

|                                         | Stazione                              |  | Interscambi con la metropolitana | Altri Interscambi                                  |
| --------------------------------------- | ------------------------------------- |  | -------------------------------- | -------------------------------------------------- |
| Bronx                                   |                                       |  |                                  |                                                    |
| Diramazione per Eastchester-Dyre Avenue |                                       |  |                                  |                                                    |
| Linea IRT Dyre Avenue                   |                                       |  |                                  |                                                    |
|                                         | Eastchester-Dyre Avenue               |  |                                  | NYCT Bus                                           |
|                                         | Baychester Avenue                     |  |                                  |                                                    |
|                                         | Gun Hill Road                         |  |                                  | NYCT Bus                                           |
|                                         | Pelham Parkway                        |  |                                  | NYCT Bus                                           |
|                                         | Morris Park                           |  |                                  |                                                    |
| Diramazione per Nereid Avenue           |                                       |  |                                  |                                                    |
| Linea IRT White Plains Road             |                                       |  |                                  |                                                    |
|                                         | Nereid Avenue                         |  | 2                                | MTA Bus · NYCT Bus                                 |
|                                         | 233rd Street                          |  | 2                                | Metro-North Railroad · MTA Bus · NYCT Bus          |
|                                         | 225th Street                          |  | 2                                | MTA Bus · NYCT Bus                                 |
|                                         | 219th Street                          |  | 2                                | MTA Bus · NYCT Bus                                 |
|                                         | Gun Hill Road                         |  | 2                                | MTA Bus · NYCT Bus                                 |
|                                         | Burke Avenue                          |  | 2                                | MTA Bus · NYCT Bus                                 |
|                                         | Allerton Avenue                       |  | 2                                | MTA Bus · NYCT Bus                                 |
|                                         | Pelham Parkway                        |  | 2                                | MTA Bus · NYCT Bus                                 |
|                                         | Bronx Park East                       |  | 2                                | NYCT Bus                                           |
| Tratta comune                           |                                       |  |                                  |                                                    |
|                                         | East 180th Street                     |  | 2                                | MTA Bus · NYCT Bus                                 |
|                                         | West Farms Square-East Tremont Avenue |  | 2                                | NYCT Bus                                           |
|                                         | 174th Street                          |  | 2                                | NYCT Bus                                           |
|                                         | Freeman Street                        |  | 2                                | NYCT Bus                                           |
|                                         | Simpson Street                        |  | 2                                | NYCT Bus                                           |
|                                         | Intervale Avenue                      |  | 2                                | NYCT Bus                                           |
|                                         | Prospect Avenue                       |  | 2                                | NYCT Bus                                           |
|                                         | Jackson Avenue                        |  | 2                                | NYCT Bus                                           |
|                                         | Third Avenue-149th Street             |  | 2                                | NYCT Bus                                           |
|                                         | 149th Street-Grand Concourse          |  | 2 · 4                            | NYCT Bus                                           |
| Linea IRT Jerome Avenue                 |                                       |  |                                  |                                                    |
|                                         | 138th Street-Grand Concourse          |  | 4                                | NYCT Bus                                           |
| Manhattan                               |                                       |  |                                  |                                                    |
| Linea IRT Lexington Avenue              |                                       |  |                                  |                                                    |
|                                         | 125th Street                          |  | 4 · 6                            | Metro-North Railroad · NYCT Bus                    |
|                                         | 86th Street                           |  | 4 · 6                            | MTA Bus · NYCT Bus                                 |
|                                         | 59th Street                           |  | 4 · 6 · N · R · W                | MTA Bus · NYCT Bus                                 |
|                                         | Grand Central-42nd Street             |  | 4 · 6 · 7 · S                    | LIRR · Metro-North Railroad · MTA Bus · NYCT Bus   |
|                                         | 14th Street-Union Square              |  | 4 · 6 · L · N · Q · R · W        | NYCT Bus                                           |
|                                         | Brooklyn Bridge-City Hall             |  | 4 · 6 · J · Z                    | MTA Bus · NYCT Bus                                 |
|                                         | Fulton Street                         |  | 2 · 3 · 4 · A · C · J · Z        | NYCT Bus                                           |
|                                         | Wall Street                           |  | 4                                | NYCT Bus · NJT Bus                                 |
|                                         | Bowling Green                         |  | 4                                | Staten Island Ferry · MTA Bus · NYCT Bus · NJT Bus |
| Brooklyn                                |                                       |  |                                  |                                                    |
| Linea IRT Eastern Parkway               |                                       |  |                                  |                                                    |
|                                         | Borough Hall                          |  | 2 · 3 · 4 · N · R                | MTA Bus · NYCT Bus                                 |
|                                         | Nevins Street                         |  | 2 · 3 · 4                        | MTA Bus · NYCT Bus                                 |
|                                         | Atlantic Avenue-Barclays Center       |  | 2 · 3 · 4 · B · D · N · Q · R    | Long Island Rail Road · MTA Bus · NYCT Bus         |
|                                         | Franklin Avenue                       |  | 2 · 3 · 4 · S                    | NYCT Bus                                           |
| Linea IRT Nostrand Avenue               |                                       |  |                                  |                                                    |
|                                         | President Street                      |  | 2                                | NYCT Bus                                           |
|                                         | Sterling Street                       |  | 2                                | NYCT Bus                                           |
|                                         | Winthrop Street                       |  | 2                                | NYCT Bus                                           |
|                                         | Church Avenue                         |  | 2                                | NYCT Bus                                           |
|                                         | Beverly Road                          |  | 2                                | NYCT Bus                                           |
|                                         | Newkirk Avenue                        |  | 2                                | NYCT Bus                                           |
|                                         | Flatbush Avenue-Brooklyn College      |  | 2                                | MTA Bus · NYCT Bus                                 |